# IC 2196
IC 2196 — галактика типу E (еліптична галактика) у сузір'ї Близнята.
Цей об'єкт міститься в оригінальній редакції індексного каталогу.